# Русик
Русик (1999, Степновский район, Ставропольский край, Россия — 27 июня 2003, там же) — кот, получивший известность как уникальный случай в практике правоохранительных органов, когда представитель кошачьих был задействован в качестве досмотровой собаки-ищейки.

## Биография

### Ранние годы
Котёнок был подобран на автомобильной трассе, недалеко от Степновского контрольно-пропускного пункта милиции (КППМ) в Ставропольском крае в 1999 году. Сотрудник КППМ Руслан Ибрагимов, подобравший котёнка, принёс его к месту службы. Коллектив сослуживцев накормил и в дальнейшем приютил котёнка, который сделался общим любимцем. В честь своего спасителя кот получил имя Руслан, но чаще его называли уменьшительно-ласкательно Русик.

### Служба
Специфика работы Степновского КППМ сыграла свою роль в судьбе Русика, в его спасении и дальнейшем приёме на службу. Главной задачей контрольно-пропускного пункта была борьба с браконьерством, а именно пресечение перевозки на автотранспорте, идущем из Дагестана через Ставропольский край, незаконно добытой на Каспии рыбы и икры ценных осетровых пород.
Изначально незначительная часть конфискованной рыбы шла на пропитание Русику, тем самым кот своим присутствием финансово нисколько не обременял будущих сослуживцев.
Однажды Русик запрыгнул в багажник притормозившей у поста легковушки, которую постовые решили не досматривать, и потянул лежавший там брезент. Под брезентом оказалось несколько хвостов осетров, которых, как позже выяснилось, хозяева легально приобрели на рынке. После этого случая было принято решение задействовать кота при проверках.
В течение года Русик проходил обучение, его тренировали отыскивать по запаху рыбу, спрятанную в укромных и труднодоступных местах в автомобилях, замаскированную среди других грузов с посторонними запахами. Поначалу Русик боялся водителей, грохота машин и яркого света фар. Кот кусался, царапался и убегал, но потом освоился и привык.
Работа кота на пропускном пункте дала положительные результаты. В частности, в публикациях СМИ приводились сведения, что Русик заменил на боевом посту специально обученную кинологами собаку, а при его непосредственном участии правоохранители изъяли более 7 тонн икры и осетрины, самого же Русика хотели трудоустроить на своём пропускном пункте дагестанские коллеги из Южно-Сухокумска.

### Гибель
Русик погиб, попав под колёса автомобиля, в конце июня 2003 года. Точные обстоятельства его гибели не ясны. По одним данным, он погиб при исполнении служебных обязанностей, выйдя из осмотренного им автобуса, и переходя через проезжую часть. По другим данным, он погиб, когда закончил дежурство, и после ужина совершал вечернюю прогулку по территории КППМ. В СМИ от лица сотрудников КППМ была озвучена версия, что гибель кота могла и не быть несчастным случаем, а стать местью браконьеров.

## Оценка правоохранительных органов
Начальник Степновского КППМ Сергей Коваленко, давая комментарии СМИ в июле 2003 года, положительно оценил эксперимент, и заявил, что в планах продолжить данную практику. Он рассказал, что через некоторое время у Русика появился напарник — кот по имени Барсик. Барсик прослужил на посту совсем недолго, однажды он поймал в поле мышь и употребил её в пищу. К несчастью за сутки до этого на поле травили грызунов, и ядохимикаты попали в организм кота, спасти его не удалось. После этого Русик продолжал нести дежурство в одиночку. Незадолго до своей гибели Русик оставил потомство из трёх котят, которые могли стать потенциальными кандидатами в новобранцы правоохранительных органов. В июле 2003 года СМИ сообщали, что в Степновском райотделе милиции, в котором служил Русик, вынашиваются планы по организации системного обучения талантливых представителей породы кошачьих находить спрятанную в тайниках рыбу, однако сведений о реализации этих планов нет.

## Упоминания в СМИ
В 2003 году заметки о службе и гибели кота-милиционера Русика появились в таких русскоязычных СМИ как «Комсомольская правда», «Известия», «Новая газета», телеканал НТВ, сайты NEWSru.com и «ЦентрАзия», а также англоязычных BBC News, ABC и ряде других СМИ.